# Sylvester Schmidt
Sylvester Schmidt (9 de agosto de 1921 – 6 de noviembre de 1989) fue un actor alemán.

## Biografía
Nacido en Dresde, Alemania, en sus comienzos quería ser cantante, pero la Segunda Guerra Mundial alteró sus planes. Al seguir interesado por el teatro inició lecciones de actuación con Erich Ponto. 
En los primeros años de la posguerra actuó en el Schauspielhaus de Bochum, primero bajo la dirección de Saladin Schmitt, y después con Hans Schalla, Peter Zadek y Claus Peymann. Además de por su voz de barítono, destacaba por su memoria fotográfica, que le permitía aprender papeles de la noche a la mañana y poder interpretarlos al día siguiente. Gracias a sus compromisos teatrales, Schmidt pudo viajar en giras por Europa. 
Además de su trabajo teatral, Schmidt también fue narrador en la emisora Westdeutscher Rundfunk y actuó en varias producciones televisivas, y colaboró con Hans Neuenfels. Igualmente, en sus últimos años actuó en teatros de Celle, Düsseldorf y Berlín.
Sylvester Schmidt falleció en Celle, Alemania, en 1989. Había estado casado dos veces, y tuvo un hijo en cada matrimonio: Andreas Schmidt (fundador y gerente del Berliner Kindertheater) y Christina Schmidt.